# Ricardo Cortez
Ricardo Cortez (ur. 19 września 1899, zm. 28 kwietnia 1977) – amerykański aktor filmowy pochodzenia austriackiego.

## Filmografia
- 1919: The Imp
- 1924: Skandal towarzyski jako Harrison Peters
- 1927: Nowy Jork jako Michael Angelo Cassidy
- 1930: Jej mężczyzna jako Johnnie
- 1932: Trzynaście kobiet jako Sierżant policji Clive
- 1936: Zemsta Johna Ellmana jako Pan Nolan
- 1944: Make Your Own Bed jako Wilson / Fritz Alden
- 1958: The Last Hurrah jako Sam Weinberg

## Wyróżnienia
Posiada swoją gwiazdę na Hollywoodzkiej Alei Gwiazd.